# Incontri ufficiali della nazionale maschile di calcio della Germania dal 2001
Di seguito, la cronologia degli incontri ufficiali della nazionale maschile di calcio della Germania dal 2001 in poi.

## Partite dal 2001 al 2010
| Cronologia completa delle presenze e delle reti in nazionale ― Germania | Cronologia completa delle presenze e delle reti in nazionale ― Germania | Cronologia completa delle presenze e delle reti in nazionale ― Germania | Cronologia completa delle presenze e delle reti in nazionale ― Germania | Cronologia completa delle presenze e delle reti in nazionale ― Germania | Cronologia completa delle presenze e delle reti in nazionale ― Germania | Cronologia completa delle presenze e delle reti in nazionale ― Germania                                                           | Cronologia completa delle presenze e delle reti in nazionale ― Germania |
| Data                                                                    | Città                                                                   | In casa                                                                 | Risultato                                                               | Ospiti                                                                  | Competizione                                                            | Reti | Note                                                                    |
| ----------------------------------------------------------------------- | ----------------------------------------------------------------------- | ----------------------------------------------------------------------- | ----------------------------------------------------------------------- | ----------------------------------------------------------------------- | ----------------------------------------------------------------------- | --- | ----------------------------------------------------------------------- |
| 27-2-2001                                                               | Saint-Denis                                                             | Francia                                                                 | 1 – 0                                                                   | Germania                                                                | Amichevole                                                              | - | All:R. Völler Cap:O. Kahn                                               |
| 24-3-2001                                                               | Leverkusen                                                              | Germania                                                                | 2 – 1                                                                   | Albania                                                                 | Qual. Mondiali 2002                                                     | Sebastian Deisler Miroslav Klose                                                                                                  | All:R. Völler Cap:O. Bierhoff                                           |
| 28-3-2001                                                               | Atene                                                                   | Grecia                                                                  | 2 – 4                                                                   | Germania                                                                | Qual. Mondiali 2002                                                     | Marko Rehmer Michael Ballack Miroslav Klose Marco Bode                                                                            | All:R. Völler Cap:O. Kahn                                               |
| 29-5-2001                                                               | Brema                                                                   | Germania                                                                | 2 – 0                                                                   | Slovacchia                                                              | Amichevole                                                              | Gerald Asamoah Frank Baumann | All:R. Völler Cap:O. Bierhoff                                           |
| 2-6-2001                                                                | Helsinki                                                                | Finlandia                                                               | 2 – 2                                                                   | Germania                                                                | Qual. Mondiali 2002                                                     | Michael Ballack Carsten Jancker                                                                                                   | All:R. Völler Cap:O. Kahn                                               |
| 6-6-2001                                                                | Tirana                                                                  | Albania                                                                 | 0 – 2                                                                   | Germania                                                                | Qual. Mondiali 2002                                                     | Marko Rehmer Michael Ballack | All:R. Völler Cap:O. Kahn                                               |
| 15-8-2001                                                               | Budapest                                                                | Ungheria                                                                | 2 – 5                                                                   | Germania                                                                | Amichevole                                                              | Jörg Böhme Sebastian Kehl Carsten Jancker Frank Baumann Oliver Bierhoff                                                           | All:R. Völler Cap:O. Kahn                                               |
| 1-9-2001                                                                | Monaco di Baviera                                                       | Germania                                                                | 1 – 5                                                                   | Inghilterra                                                             | Qual. Mondiali 2002                                                     | Carsten Jancker | All:R. Völler Cap:O. Kahn                                               |
| 6-10-2001                                                               | Gelsenkirchen                                                           | Germania                                                                | 0 – 0                                                                   | Finlandia                                                               | Qual. Mondiali 2002                                                     | - | All:R. Völler Cap:O. Bierhoff                                           |
| 10-11-2001                                                              | Kiev                                                                    | Ucraina                                                                 | 1 – 1                                                                   | Germania                                                                | Qual. Mondiali 2002                                                     | Michael Ballack | All:R. Völler Cap:O. Kahn                                               |
| 14-11-2001                                                              | Dortmund                                                                | Germania                                                                | 4 – 1                                                                   | Ucraina                                                                 | Qual. Mondiali 2002                                                     | 2 Michael Ballack Oliver Neuville Marko Rehmer                                                                                    | All:R. Völler Cap:O. Kahn                                               |
| 13-2-2002                                                               | Kaiserslautern                                                          | Germania                                                                | 7 – 1                                                                   | Israele                                                                 | Amichevole                                                              | 3 Miroslav Klose Dietmar Hamann Oliver Bierhoff Gerald Asamoah Lars Ricken                                                        | All:R. Völler Cap:O. Kahn                                               |
| 27-3-2002                                                               | Rostock                                                                 | Germania                                                                | 4 – 2                                                                   | Stati Uniti                                                             | Amichevole                                                              | Christian Ziege Oliver Neuville Oliver Bierhoff Torsten Frings                                                                    | All:R. Völler Cap:C. Ziege                                              |
| 17-4-2002                                                               | Stoccarda                                                               | Germania                                                                | 0 – 1                                                                   | Argentina                                                               | Amichevole                                                              | - | All:R. Völler Cap:J. Nowotny                                            |
| 9-5-2002                                                                | Friburgo in Brisgovia                                                   | Germania                                                                | 7 – 0                                                                   | Kuwait                                                                  | Amichevole                                                              | Torsten Frings 3 Oliver Bierhoff Sebastian Deisler Sebastian Kehl Carsten Jancker                                                 | All:R. Völler Cap:O. Kahn                                               |
| 14-5-2002                                                               | Cardiff                                                                 | Galles                                                                  | 1 – 0                                                                   | Germania                                                                | Amichevole                                                              | - | All:R. Völler Cap:O. Kahn                                               |
| 18-5-2002                                                               | Leverkusen                                                              | Germania                                                                | 6 – 2                                                                   | Austria                                                                 | Amichevole                                                              | 3 Miroslav Klose 2 Marco Bode Daniel Bierofka                                                                                     | All:R. Völler Cap:O. Kahn                                               |
| 1-6-2002                                                                | Sapporo                                                                 | Germania                                                                | 8 – 0                                                                   | Arabia Saudita                                                          | Mondiali 2002 - 1º Turno                                                | 3 Miroslav Klose Michael Ballack Carsten Jancker Thomas Linke Oliver Bierhoff Bernd Schneider                                     | All:R. Völler Cap:O. Kahn                                               |
| 5-6-2002                                                                | Kashima                                                                 | Germania                                                                | 1 – 1                                                                   | Irlanda                                                                 | Mondiali 2002 - 1º Turno                                                | Miroslav Klose | All:R. Völler Cap:O. Kahn                                               |
| 11-6-2002                                                               | Fukuroi                                                                 | Camerun                                                                 | 0 – 2                                                                   | Germania                                                                | Mondiali 2002 - 1º Turno                                                | Marco Bode Miroslav Klose | All:R. Völler Cap:O. Kahn                                               |
| 15-6-2002                                                               | Seogwipo                                                                | Germania                                                                | 1 – 0                                                                   | Paraguay                                                                | Mondiali 2002 - Ottavi                                                  | Oliver Neuville | All:R. Völler Cap:O. Kahn                                               |
| 21-6-2002                                                               | Ulsan                                                                   | Germania                                                                | 1 – 0                                                                   | Stati Uniti                                                             | Mondiali 2002 - Quarti                                                  | Michael Ballack | All:R. Völler Cap:O. Kahn                                               |
| 25-6-2002                                                               | Seul                                                                    | Germania                                                                | 1 – 0                                                                   | Corea del Sud                                                           | Mondiali 2002 - Semifinale                                              | Michael Ballack | All:R. Völler Cap:O. Kahn                                               |
| 30-6-2002                                                               | Yokohama                                                                | Germania                                                                | 0 – 2                                                                   | Brasile                                                                 | Mondiali 2002 - Finale                                                  | - | 2º Posto All:R. Völler Cap:O. Kahn                                      |
| 21-8-2002                                                               | Sofia                                                                   | Bulgaria                                                                | 2 – 2                                                                   | Germania                                                                | Amichevole                                                              | Michael Ballack Carsten Jancker                                                                                                   | All:R. Völler Cap:J. Jeremies                                           |
| 7-9-2002                                                                | Kaunas                                                                  | Lituania                                                                | 0 – 2                                                                   | Germania                                                                | Qual. Euro 2004                                                         | Michael Ballack autorete | All:R. Völler Cap:O. Kahn                                               |
| 11-10-2002                                                              | Sarajevo                                                                | Bosnia ed Erzegovina                                                    | 1 – 1                                                                   | Germania                                                                | Amichevole                                                              | Carsten Jancker | All:R. Völler Cap:O. Kahn                                               |
| 16-10-2002                                                              | Hannover                                                                | Germania                                                                | 2 – 1                                                                   | Fær Øer                                                                 | Qual. Euro 2004                                                         | Michael Ballack Miroslav Klose | All:R. Völler Cap:O. Kahn                                               |
| 20-11-2002                                                              | Gelsenkirchen                                                           | Germania                                                                | 1 – 3                                                                   | Paesi Bassi                                                             | Amichevole                                                              | Fredi Bobic | All:R. Völler Cap:O. Kahn                                               |
| 12-2-2003                                                               | Palma di Maiorca                                                        | Spagna                                                                  | 3 – 1                                                                   | Germania                                                                | Amichevole                                                              | Fredi Bobic | All:R. Völler Cap:O. Kahn                                               |
| 29-3-2003                                                               | Norimberga                                                              | Germania                                                                | 1 – 1                                                                   | Lituania                                                                | Qual. Euro 2004                                                         | Carsten Ramelow | All:R. Völler Cap:O. Kahn                                               |
| 30-4-2003                                                               | Brema                                                                   | Germania                                                                | 1 – 0                                                                   | Serbia e Montenegro                                                     | Amichevole                                                              | Sebastian Kehl | All:R. Völler Cap:C. Wörns                                              |
| 1-6-2003                                                                | Wolfsburg                                                               | Germania                                                                | 4 – 1                                                                   | Canada                                                                  | Amichevole                                                              | Carsten Ramelow Paul Freier Fredi Bobic Tobias Rau                                                                                | All:R. Völler Cap:C. Wörns                                              |
| 7-6-2003                                                                | Glasgow                                                                 | Scozia                                                                  | 1 – 1                                                                   | Germania                                                                | Qual. Euro 2004                                                         | Fredi Bobic | All:R. Völler Cap:O. Kahn                                               |
| 11-6-2003                                                               | Tórshavn                                                                | Fær Øer                                                                 | 0 – 2                                                                   | Germania                                                                | Qual. Euro 2004                                                         | Miroslav Klose Fredi Bobic | All:R. Völler Cap:O. Kahn                                               |
| 20-8-2003                                                               | Stoccarda                                                               | Germania                                                                | 0 – 1                                                                   | Italia                                                                  | Amichevole                                                              | - | All:R. Völler Cap:O. Kahn                                               |
| 6-9-2003                                                                | Reykjavík                                                               | Islanda                                                                 | 0 – 0                                                                   | Germania                                                                | Qual. Euro 2004                                                         | - | All:R. Völler Cap:O. Kahn                                               |
| 10-9-2003                                                               | Dortmund                                                                | Germania                                                                | 2 – 1                                                                   | Scozia                                                                  | Qual. Euro 2004                                                         | Fredi Bobic Michael Ballack | All:R. Völler Cap:O. Kahn                                               |
| 11-10-2003                                                              | Amburgo                                                                 | Germania                                                                | 3 – 0                                                                   | Islanda                                                                 | Qual. Euro 2004                                                         | Michael Ballack Fredi Bobic Kevin Kurányi                                                                                         | All:R. Völler Cap:O. Kahn                                               |
| 15-11-2003                                                              | Gelsenkirchen                                                           | Germania                                                                | 0 – 3                                                                   | Francia                                                                 | Amichevole                                                              | - | All:R. Völler Cap:O. Kahn                                               |
| 18-2-2004                                                               | Spalato                                                                 | Croazia                                                                 | 1 – 2                                                                   | Germania                                                                | Amichevole                                                              | Miroslav Klose Carsten Ramelow | All:R. Völler Cap:O. Kahn                                               |
| 31-3-2004                                                               | Colonia                                                                 | Germania                                                                | 3 – 0                                                                   | Belgio                                                                  | Amichevole                                                              | Kevin Kurányi Dietmar Hamann Michael Ballack                                                                                      | All:R. Völler Cap:C. Wörns                                              |
| 28-4-2004                                                               | Bucarest                                                                | Romania                                                                 | 5 – 1                                                                   | Germania                                                                | Amichevole                                                              | Philipp Lahm | All:R. Völler Cap:O. Kahn                                               |
| 27-5-2004                                                               | Friburgo in Brisgovia                                                   | Germania                                                                | 7 – 0                                                                   | Malta                                                                   | Amichevole                                                              | 4 Michael Ballack Jens Nowotny Torsten Frings Fredi Bobic                                                                         | All:R. Völler Cap:D. Hamann                                             |
| 2-6-2004                                                                | Basilea                                                                 | Svizzera                                                                | 0 – 2                                                                   | Germania                                                                | Amichevole                                                              | 2 Kevin Kurányi | All:R. Völler Cap:O. Kahn                                               |
| 6-6-2004                                                                | Kaiserslautern                                                          | Germania                                                                | 0 – 2                                                                   | Ungheria                                                                | Amichevole                                                              | - | All:R. Völler Cap:O. Kahn                                               |
| 15-6-2004                                                               | Porto                                                                   | Germania                                                                | 1 – 1                                                                   | Paesi Bassi                                                             | Euro 2004 - 1º Turno                                                    | Torsten Frings | All:R. Völler Cap:O. Kahn                                               |
| 19-6-2004                                                               | Porto                                                                   | Lettonia                                                                | 0 – 0                                                                   | Germania                                                                | Euro 2004 - 1º Turno                                                    | - | All:R. Völler Cap:O. Kahn                                               |
| 23-6-2004                                                               | Lisbona                                                                 | Germania                                                                | 1 – 2                                                                   | Rep. Ceca                                                               | Euro 2004 - 1º Turno                                                    | Michael Ballack | All:R. Völler Cap:O. Kahn                                               |
| 18-8-2004                                                               | Vienna                                                                  | Austria                                                                 | 1 – 3                                                                   | Germania                                                                | Amichevole                                                              | 3 Kevin Kurányi | All:J. Klinsmann Cap:M. Ballack                                         |
| 8-9-2004                                                                | Berlino                                                                 | Germania                                                                | 1 – 1                                                                   | Brasile                                                                 | Amichevole                                                              | Kevin Kurányi | All:J. Klinsmann Cap:M. Ballack                                         |
| 9-10-2004                                                               | Teheran                                                                 | Iran                                                                    | 0 – 2                                                                   | Germania                                                                | Amichevole                                                              | Fabian Ernst Thomas Brdarić | All:J. Klinsmann Cap:M. Ballack                                         |
| 17-11-2004                                                              | Lipsia                                                                  | Germania                                                                | 3 – 0                                                                   | Camerun                                                                 | Amichevole                                                              | Kevin Kurányi 2 Miroslav Klose | All:J. Klinsmann Cap:M. Ballack                                         |
| 16-12-2004                                                              | Yokohama                                                                | Giappone                                                                | 0 – 3                                                                   | Germania                                                                | Amichevole                                                              | 2 Miroslav Klose Michael Ballack                                                                                                  | All:J. Klinsmann Cap:M. Ballack                                         |
| 19-12-2004                                                              | Pusan                                                                   | Corea del Sud                                                           | 3 – 1                                                                   | Germania                                                                | Amichevole                                                              | Michael Ballack | All:J. Klinsmann Cap:M. Ballack                                         |
| 21-12-2004                                                              | Bangkok                                                                 | Thailandia                                                              | 1 – 5                                                                   | Germania                                                                | Amichevole                                                              | 2 Kevin Kurányi 2 Lukas Podolski Gerald Asamoah                                                                                   | All:J. Klinsmann Cap:A. Friedrich                                       |
| 9-2-2005                                                                | Düsseldorf                                                              | Germania                                                                | 2 – 2                                                                   | Argentina                                                               | Amichevole                                                              | Torsten Frings Kevin Kurányi | All:J. Klinsmann Cap:C. Wörns                                           |
| 26-3-2005                                                               | Celje                                                                   | Slovenia                                                                | 0 – 1                                                                   | Germania                                                                | Amichevole                                                              | Lukas Podolski | All:J. Klinsmann Cap:M. Ballack                                         |
| 4-6-2005                                                                | Belfast                                                                 | Irlanda del Nord                                                        | 1 – 4                                                                   | Germania                                                                | Amichevole                                                              | Gerald Asamoah 2 Michael Ballack Lukas Podolski                                                                                   | All:J. Klinsmann Cap:M. Ballack                                         |
| 8-6-2005                                                                | Mönchengladbach                                                         | Germania                                                                | 2 – 2                                                                   | Russia                                                                  | Amichevole                                                              | 2 Bastian Schweinsteiger | All:J. Klinsmann Cap:M. Ballack                                         |
| 15-6-2005                                                               | Francoforte                                                             | Germania                                                                | 4 – 3                                                                   | Australia                                                               | Conf. Cup 2005 - 1º turno                                               | Kevin Kurányi Per Mertesacker Michael Ballack Lukas Podolski                                                                      | All:J. Klinsmann Cap:M. Ballack                                         |
| 18-6-2005                                                               | Colonia                                                                 | Tunisia                                                                 | 0 – 3                                                                   | Germania                                                                | Conf. Cup 2005 - 1º turno                                               | Michael Ballack Bastian Schweinsteiger Mike Hanke                                                                                 | All:J. Klinsmann Cap:M. Ballack                                         |
| 21-6-2005                                                               | Norimberga                                                              | Argentina                                                               | 2 – 2                                                                   | Germania                                                                | Conf. Cup 2005 - 1º turno                                               | Kevin Kurányi Gerald Asamoah | All:J. Klinsmann Cap:B. Schneider                                       |
| 25-6-2005                                                               | Norimberga                                                              | Germania                                                                | 2 – 3                                                                   | Brasile                                                                 | Conf. Cup 2005 - Semifinale                                             | Lukas Podolski Michael Ballack | All:J. Klinsmann Cap:M. Ballack                                         |
| 29-6-2005                                                               | Lipsia                                                                  | Germania                                                                | 4 – 3 dts                                                               | Messico                                                                 | Conf. Cup 2005 - Finale 3/4 posto                                       | Lukas Podolski Bastian Schweinsteiger Robert Huth Michael Ballack                                                                 | 3º Posto All:J. Klinsmann Cap:M. Ballack                                |
| 17-8-2005                                                               | Rotterdam                                                               | Paesi Bassi                                                             | 2 – 2                                                                   | Germania                                                                | Amichevole                                                              | Michael Ballack Gerald Asamoah | All:J. Klinsmann Cap:M. Ballack                                         |
| 3-9-2005                                                                | Bratislava                                                              | Slovacchia                                                              | 2 – 0                                                                   | Germania                                                                | Amichevole                                                              | - | All:J. Klinsmann Cap:M. Ballack                                         |
| 7-9-2005                                                                | Brema                                                                   | Germania                                                                | 4 – 2                                                                   | Sudafrica                                                               | Amichevole                                                              | 3 Lukas Podolski Tim Borowski | All:J. Klinsmann Cap:M. Ballack                                         |
| 8-10-2005                                                               | Istanbul                                                                | Turchia                                                                 | 2 – 1                                                                   | Germania                                                                | Amichevole                                                              | Oliver Neuville | All:J. Klinsmann Cap:O. Kahn                                            |
| 12-10-2005                                                              | Amburgo                                                                 | Germania                                                                | 1 – 0                                                                   | Cina                                                                    | Amichevole                                                              | Torsten Frings | All:J. Klinsmann Cap:O. Kahn                                            |
| 12-11-2005                                                              | Saint-Denis                                                             | Francia                                                                 | 0 – 0                                                                   | Germania                                                                | Amichevole                                                              | - | All:J. Klinsmann Cap:M. Ballack                                         |
| 1-3-2006                                                                | Firenze                                                                 | Italia                                                                  | 4 – 1                                                                   | Germania                                                                | Amichevole                                                              | Robert Huth | All:J. Klinsmann Cap:M. Ballack                                         |
| 22-3-2006                                                               | Dortmund                                                                | Germania                                                                | 4 – 1                                                                   | Stati Uniti                                                             | Amichevole                                                              | Bastian Schweinsteiger Oliver Neuville Miroslav Klose Michael Ballack                                                             | All:J. Klinsmann Cap:M. Ballack                                         |
| 27-5-2006                                                               | Friburgo in Brisgovia                                                   | Germania                                                                | 7 – 0                                                                   | Lussemburgo                                                             | Amichevole                                                              | 2 Miroslav Klose Torsten Frings 2 Lukas Podolski 2 Oliver Neuville                                                                | All:J. Klinsmann Cap:B. Schneider                                       |
| 30-5-2006                                                               | Leverkusen                                                              | Germania                                                                | 2 – 2                                                                   | Giappone                                                                | Amichevole                                                              | Miroslav Klose Bastian Schweinsteiger                                                                                             | All:J. Klinsmann Cap:M. Ballack                                         |
| 2-6-2006                                                                | Mönchengladbach                                                         | Germania                                                                | 3 – 0                                                                   | Colombia                                                                | Amichevole                                                              | Michael Ballack Bastian Schweinsteiger Tim Borowski                                                                               | All:J. Klinsmann Cap:M. Ballack                                         |
| 9-6-2006                                                                | Monaco di Baviera                                                       | Germania                                                                | 4 – 2                                                                   | Costa Rica                                                              | Mondiali 2006 - 1º Turno                                                | Philipp Lahm 2 Miroslav Klose Torsten Frings                                                                                      | All:J. Klinsmann Cap:B. Schneider                                       |
| 14-6-2006                                                               | Dortmund                                                                | Germania                                                                | 1 – 0                                                                   | Polonia                                                                 | Mondiali 2006 - 1º Turno                                                | Oliver Neuville | All:J. Klinsmann Cap:M. Ballack                                         |
| 20-6-2006                                                               | Berlino                                                                 | Germania                                                                | 3 – 0                                                                   | Ecuador                                                                 | Mondiali 2006 - 1º Turno                                                | 2 Miroslav Klose Lukas Podolski                                                                                                   | All:J. Klinsmann Cap:M. Ballack                                         |
| 24-6-2006                                                               | Monaco di Baviera                                                       | Germania                                                                | 2 – 0                                                                   | Svezia                                                                  | Mondiali 2006 - Ottavi                                                  | 2 Lukas Podolski | All:J. Klinsmann Cap:M. Ballack                                         |
| 30-6-2006                                                               | Berlino                                                                 | Germania                                                                | 1 – 1 dts (4-2 dtr)                                                     | Argentina                                                               | Mondiali 2006 - Quarti                                                  | Miroslav Klose | All:J. Klinsmann Cap:M. Ballack                                         |
| 4-7-2006                                                                | Dortmund                                                                | Germania                                                                | 0 – 2 dts                                                               | Italia                                                                  | Mondiali 2006 - Semifinale                                              | - | All:J. Klinsmann Cap:M. Ballack                                         |
| 8-7-2006                                                                | Stoccarda                                                               | Germania                                                                | 3 – 1                                                                   | Portogallo                                                              | Mondiali 2006 - Finale 3/4 posto                                        | 2 Bastian Schweinsteiger autorete                                                                                                 | 3º Posto All:J. Klinsmann Cap:O. Kahn                                   |
| 16-8-2006                                                               | Gelsenkirchen                                                           | Germania                                                                | 3 – 0                                                                   | Svezia                                                                  | Amichevole                                                              | Bernd Schneider 2 Miroslav Klose                                                                                                  | All:J. Löw Cap:B. Schneider                                             |
| 2-9-2006                                                                | Stoccarda                                                               | Germania                                                                | 1 – 0                                                                   | Irlanda                                                                 | Qual. Euro 2008                                                         | Lukas Podolski | All:J. Löw Cap:M. Ballack                                               |
| 6-9-2006                                                                | Serravalle                                                              | San Marino                                                              | 0 – 13                                                                  | Germania                                                                | Qual. Euro 2008                                                         | 4 Lukas Podolski 2 Bastian Schweinsteiger 2 Miroslav Klose Michael Ballack 2 Thomas Hitzlsperger Manuel Friedrich Bernd Schneider | All:J. Löw Cap:M. Ballack                                               |
| 7-10-2006                                                               | Rostock                                                                 | Germania                                                                | 2 – 0                                                                   | Georgia                                                                 | Amichevole                                                              | Bastian Schweinsteiger Michael Ballack                                                                                            | All:J. Löw Cap:M. Ballack                                               |
| 11-10-2006                                                              | Bratislava                                                              | Slovacchia                                                              | 1 – 4                                                                   | Germania                                                                | Qual. Euro 2008                                                         | 2 Lukas Podolski Michael Ballack Bastian Schweinsteiger                                                                           | All:J. Löw Cap:M. Ballack                                               |
| 15-11-2006                                                              | Nicosia                                                                 | Cipro                                                                   | 1 – 1                                                                   | Germania                                                                | Qual. Euro 2008                                                         | Michael Ballack | All:J. Löw Cap:M. Ballack                                               |
| 7-2-2007                                                                | Düsseldorf                                                              | Germania                                                                | 3 – 1                                                                   | Svizzera                                                                | Amichevole                                                              | Kevin Kurányi Mario Gómez Torsten Frings                                                                                          | All:J. Löw Cap:M. Ballack                                               |
| 24-3-2007                                                               | Praga                                                                   | Rep. Ceca                                                               | 1 – 2                                                                   | Germania                                                                | Qual. Euro 2008                                                         | 2 Kevin Kurányi | All:J. Löw Cap:M. Ballack                                               |
| 28-3-2007                                                               | Duisburg                                                                | Germania                                                                | 0 – 1                                                                   | Danimarca                                                               | Amichevole                                                              | - | All:J. Löw Cap:K. Kurányi                                               |
| 2-6-2007                                                                | Norimberga                                                              | Germania                                                                | 6 – 0                                                                   | San Marino                                                              | Qual. Euro 2008                                                         | Kevin Kurányi Marcell Jansen Torsten Frings 2 Mario Gómez Clemens Fritz                                                           | All:J. Löw Cap:B. Schneider                                             |
| 6-6-2007                                                                | Amburgo                                                                 | Germania                                                                | 2 – 1                                                                   | Slovacchia                                                              | Qual. Euro 2008                                                         | autorete Thomas Hitzlsperger | All:J. Löw Cap:B. Schneider                                             |
| 22-8-2007                                                               | Londra                                                                  | Inghilterra                                                             | 1 – 2                                                                   | Germania                                                                | Amichevole                                                              | Kevin Kurányi Christian Pander | All:J. Löw Cap:B. Schneider                                             |
| 8-9-2007                                                                | Cardiff                                                                 | Galles                                                                  | 0 – 2                                                                   | Germania                                                                | Qual. Euro 2008                                                         | 2 Miroslav Klose | All:J. Löw Cap:M. Klose                                                 |
| 12-9-2007                                                               | Colonia                                                                 | Germania                                                                | 3 – 1                                                                   | Romania                                                                 | Amichevole                                                              | 2 Bernd Schneider David Odonkor Lukas Podolski                                                                                    | All:J. Löw Cap:B. Schneider                                             |
| 13-10-2007                                                              | Dublino                                                                 | Irlanda                                                                 | 0 – 0                                                                   | Germania                                                                | Qual. Euro 2008                                                         | - | All:J. Löw Cap:T. Frings                                                |
| 17-10-2007                                                              | Monaco di Baviera                                                       | Germania                                                                | 0 – 3                                                                   | Rep. Ceca                                                               | Qual. Euro 2008                                                         | - | All:J. Löw Cap:T. Frings                                                |
| 17-11-2007                                                              | Hannover                                                                | Germania                                                                | 4 – 0                                                                   | Cipro                                                                   | Qual. Euro 2008                                                         | Clemens Fritz Miroslav Klose Lukas Podolski Thomas Hitzlsperger                                                                   | All:J. Löw Cap:M. Klose                                                 |
| 21-11-2007                                                              | Francoforte                                                             | Germania                                                                | 0 – 0                                                                   | Galles                                                                  | Qual. Euro 2008                                                         | - | All:J. Löw Cap:M. Klose                                                 |
| 6-2-2008                                                                | Vienna                                                                  | Austria                                                                 | 0 – 3                                                                   | Germania                                                                | Amichevole                                                              | Thomas Hitzlsperger Miroslav Klose Mario Gómez                                                                                    | All:J. Löw Cap:M. Ballack                                               |
| 26-3-2008                                                               | Basilea                                                                 | Svizzera                                                                | 0 – 4                                                                   | Germania                                                                | Amichevole                                                              | Miroslav Klose 2 Mario Gómez Lukas Podolski                                                                                       | All:J. Löw Cap:M. Ballack                                               |
| 27-5-2008                                                               | Kaiserslautern                                                          | Germania                                                                | 2 – 2                                                                   | Bielorussia                                                             | Amichevole                                                              | Miroslav Klose autorete | All:J. Löw Cap:M. Ballack                                               |
| 31-5-2008                                                               | Gelsenkirchen                                                           | Germania                                                                | 2 – 1                                                                   | Serbia                                                                  | Amichevole                                                              | Oliver Neuville Michael Ballack                                                                                                   | All:J. Löw Cap:M. Ballack                                               |
| 8-6-2008                                                                | Klagenfurt                                                              | Germania                                                                | 2 – 0                                                                   | Polonia                                                                 | Euro 2008 - 1º Turno                                                    | 2 Lukas Podolski | All:J. Löw Cap:M. Ballack                                               |
| 12-6-2008                                                               | Klagenfurt                                                              | Croazia                                                                 | 2 – 1                                                                   | Germania                                                                | Euro 2008 - 1º Turno                                                    | Lukas Podolski | All:J. Löw Cap:M. Ballack                                               |
| 16-6-2008                                                               | Vienna                                                                  | Austria                                                                 | 0 – 1                                                                   | Germania                                                                | Euro 2008 - 1º Turno                                                    | Michael Ballack | All:J. Löw Cap:M. Ballack                                               |
| 19-6-2008                                                               | Basilea                                                                 | Portogallo                                                              | 2 – 3                                                                   | Germania                                                                | Euro 2008 - Quarti                                                      | Bastian Schweinsteiger Miroslav Klose Michael Ballack                                                                             | All:J. Löw Cap:M. Ballack                                               |
| 25-6-2008                                                               | Basilea                                                                 | Germania                                                                | 3 – 2                                                                   | Turchia                                                                 | Euro 2008 - Semifinale                                                  | Bastian Schweinsteiger Miroslav Klose Philipp Lahm                                                                                | All:J. Löw Cap:M. Ballack                                               |
| 29-6-2008                                                               | Vienna                                                                  | Germania                                                                | 0 – 1                                                                   | Spagna                                                                  | Euro 2008 - Finale                                                      | - | All:J. Löw Cap:M. Ballack                                               |
| 20-8-2008                                                               | Norimberga                                                              | Germania                                                                | 2 – 0                                                                   | Belgio                                                                  | Amichevole                                                              | Bastian Schweinsteiger Marko Marin                                                                                                | All:J. Löw Cap:M. Klose                                                 |
| 6-9-2008                                                                | Vaduz                                                                   | Liechtenstein                                                           | 0 – 6                                                                   | Germania                                                                | Qual. Mondiali 2010                                                     | 2 Lukas Podolski Simon Rolfes Bastian Schweinsteiger Thomas Hitzlsperger Heiko Westermann                                         | All:J. Löw Cap:M. Klose                                                 |
| 10-9-2008                                                               | Helsinki                                                                | Finlandia                                                               | 3 – 3                                                                   | Germania                                                                | Qual. Mondiali 2010                                                     | 3 Miroslav Klose | All:J. Löw Cap:M. Klose                                                 |
| 11-10-2008                                                              | Dortmund                                                                | Germania                                                                | 2 – 1                                                                   | Russia                                                                  | Qual. Mondiali 2010                                                     | Lukas Podolski Michael Ballack | All:J. Löw Cap:M. Ballack                                               |
| 15-10-2008                                                              | Mönchengladbach                                                         | Germania                                                                | 1 – 0                                                                   | Galles                                                                  | Qual. Mondiali 2010                                                     | Piotr Trochowski | All:J. Löw Cap:M. Ballack                                               |
| 19-11-2008                                                              | Berlino                                                                 | Germania                                                                | 1 – 2                                                                   | Inghilterra                                                             | Amichevole                                                              | Patrick Helmes | All:J. Löw Cap:M. Klose                                                 |
| 11-2-2009                                                               | Düsseldorf                                                              | Germania                                                                | 0 – 1                                                                   | Norvegia                                                                | Amichevole                                                              | - | All:J. Löw Cap:M. Ballack                                               |
| 28-3-2009                                                               | Lipsia                                                                  | Germania                                                                | 4 – 0                                                                   | Liechtenstein                                                           | Qual. Mondiali 2010                                                     | Michael Ballack Marcell Jansen Bastian Schweinsteiger Lukas Podolski                                                              | All:J. Löw Cap:M. Ballack                                               |
| 1-4-2009                                                                | Cardiff                                                                 | Galles                                                                  | 0 – 2                                                                   | Germania                                                                | Qual. Mondiali 2010                                                     | Michael Ballack autorete | All:J. Löw Cap:M. Ballack                                               |
| 29-5-2009                                                               | Shanghai                                                                | Cina                                                                    | 1 – 1                                                                   | Germania                                                                | Amichevole                                                              | Lukas Podolski | All:J. Löw Cap:P. Lahm                                                  |
| 2-6-2009                                                                | Dubai                                                                   | Emirati Arabi Uniti                                                     | 2 – 7                                                                   | Germania                                                                | Amichevole                                                              | Heiko Westermann 4 Mario Gómez Piotr Trochowski autorete                                                                          | All:J. Löw Cap:B. Schweinsteiger                                        |
| 12-8-2009                                                               | Baku                                                                    | Azerbaigian                                                             | 0 – 2                                                                   | Germania                                                                | Qual. Mondiali 2010                                                     | Bastian Schweinsteiger Miroslav Klose                                                                                             | All:J. Löw Cap:M. Ballack                                               |
| 5-9-2009                                                                | Leverkusen                                                              | Germania                                                                | 2 – 0                                                                   | Sudafrica                                                               | Amichevole                                                              | Mario Gómez Mesut Özil | All:J. Löw Cap:M. Ballack                                               |
| 9-9-2009                                                                | Hannover                                                                | Germania                                                                | 4 – 0                                                                   | Azerbaigian                                                             | Qual. Mondiali 2010                                                     | Michael Ballack 2 Miroslav Klose Lukas Podolski                                                                                   | All:J. Löw Cap:M. Ballack                                               |
| 10-10-2009                                                              | Mosca                                                                   | Russia                                                                  | 0 – 1                                                                   | Germania                                                                | Qual. Mondiali 2010                                                     | Miroslav Klose | All:J. Löw Cap:M. Ballack                                               |
| 14-10-2009                                                              | Amburgo                                                                 | Germania                                                                | 1 – 1                                                                   | Finlandia                                                               | Qual. Mondiali 2010                                                     | Lukas Podolski | All:J. Löw Cap:M. Ballack                                               |
| 18-11-2009                                                              | Gelsenkirchen                                                           | Germania                                                                | 2 – 2                                                                   | Costa d'Avorio                                                          | Amichevole                                                              | 2 Lukas Podolski | All:J. Löw Cap:P. Lahm                                                  |
| 3-3-2010                                                                | Monaco di Baviera                                                       | Germania                                                                | 0 – 1                                                                   | Argentina                                                               | Amichevole                                                              | - | All:J. Löw Cap:M. Ballack                                               |
| 13-5-2010                                                               | Aquisgrana                                                              | Germania                                                                | 3 – 0                                                                   | Malta                                                                   | Amichevole                                                              | 2 Cacau autorete | All:J. Löw Cap:A. Friedrich                                             |
| 29-5-2010                                                               | Budapest                                                                | Ungheria                                                                | 0 – 3                                                                   | Germania                                                                | Amichevole                                                              | Lukas Podolski Mario Gómez Cacau                                                                                                  | All:J. Löw Cap:M. Klose                                                 |
| 3-6-2010                                                                | Francoforte                                                             | Germania                                                                | 3 – 1                                                                   | Bosnia ed Erzegovina                                                    | Amichevole                                                              | Philipp Lahm 2 Bastian Schweinsteiger                                                                                             | All:J. Löw Cap:P. Lahm                                                  |
| 13-6-2010                                                               | Durban                                                                  | Germania                                                                | 4 – 0                                                                   | Australia                                                               | Mondiali 2010 - 1º turno                                                | Lukas Podolski Miroslav Klose Thomas Müller Cacau                                                                                 | All:J. Löw Cap:P. Lahm                                                  |
| 18-6-2010                                                               | Port Elizabeth                                                          | Germania                                                                | 0 – 1                                                                   | Serbia                                                                  | Mondiali 2010 - 1º turno                                                | - | All:J. Löw Cap:P. Lahm                                                  |
| 23-6-2010                                                               | Johannesburg                                                            | Ghana                                                                   | 0 – 1                                                                   | Germania                                                                | Mondiali 2010 - 1º turno                                                | Mesut Özil | All:J. Löw Cap:P. Lahm                                                  |
| 27-6-2010                                                               | Bloemfontein                                                            | Germania                                                                | 4 – 1                                                                   | Inghilterra                                                             | Mondiali 2010 - Ottavi                                                  | Miroslav Klose Lukas Podolski 2 Thomas Müller                                                                                     | All:J. Löw Cap:P. Lahm                                                  |
| 3-7-2010                                                                | Città del Capo                                                          | Argentina                                                               | 0 – 4                                                                   | Germania                                                                | Mondiali 2010 - Quarti                                                  | Thomas Müller 2 Miroslav Klose Arne Friedrich                                                                                     | All:J. Löw Cap:P. Lahm                                                  |
| 7-7-2010                                                                | Durban                                                                  | Germania                                                                | 0 – 1                                                                   | Spagna                                                                  | Mondiali 2010 - Semifinale                                              | - | All:J. Löw Cap:P. Lahm                                                  |
| 10-7-2010                                                               | Port Elizabeth                                                          | Uruguay                                                                 | 2 – 3                                                                   | Germania                                                                | Mondiali 2010 - Finale 3/4 posto                                        | Thomas Müller Marcell Jansen Sami Khedira                                                                                         | 3º Posto All:J. Löw Cap:B. Schweinsteiger                               |
| 11-8-2010                                                               | Copenaghen                                                              | Danimarca                                                               | 2 – 2                                                                   | Germania                                                                | Amichevole                                                              | Mario Gómez Patrick Helmes | All:J. Löw Cap:T. Hitzlsperger                                          |
| 3-9-2010                                                                | Bruxelles                                                               | Belgio                                                                  | 0 – 1                                                                   | Germania                                                                | Qual. Euro 2012                                                         | Miroslav Klose | All:J. Löw Cap:P. Lahm                                                  |
| 7-9-2010                                                                | Colonia                                                                 | Germania                                                                | 6 – 1                                                                   | Azerbaigian                                                             | Qual. Euro 2012                                                         | Heiko Westermann Lukas Podolski 2 Miroslav Klose autorete Holger Badstuber                                                        | All:J. Löw Cap:P. Lahm                                                  |
| 8-10-2010                                                               | Berlino                                                                 | Germania                                                                | 3 – 0                                                                   | Turchia                                                                 | Qual. Euro 2012                                                         | 2 Miroslav Klose Mesut Özil | All:J. Löw Cap:P. Lahm                                                  |
| 12-10-2010                                                              | Astana                                                                  | Kazakistan                                                              | 0 – 3                                                                   | Germania                                                                | Qual. Euro 2012                                                         | Miroslav Klose Mario Gómez Lukas Podolski                                                                                         | All:J. Löw Cap:P. Lahm                                                  |
| 17-11-2010                                                              | Göteborg                                                                | Svezia                                                                  | 0 – 0                                                                   | Germania                                                                | Amichevole                                                              | - | All:J. Löw Cap:B. Schweinsteiger                                        |
| Totale                                                                  |                                                                         | Presenze                                                                | 145                                                                     |                                                                         | Reti                                                                    | 332 |                                                                         |

## Partite dal 2011 al 2020
| Cronologia completa delle presenze e delle reti in nazionale ― Germania | Cronologia completa delle presenze e delle reti in nazionale ― Germania | Cronologia completa delle presenze e delle reti in nazionale ― Germania | Cronologia completa delle presenze e delle reti in nazionale ― Germania | Cronologia completa delle presenze e delle reti in nazionale ― Germania | Cronologia completa delle presenze e delle reti in nazionale ― Germania | Cronologia completa delle presenze e delle reti in nazionale ― Germania         | Cronologia completa delle presenze e delle reti in nazionale ― Germania |
| Data                                                                    | Città                                                                   | In casa                                                                 | Risultato                                                               | Ospiti                                                                  | Competizione                                                            | Reti                                                                            | Note                                                                    |
| ----------------------------------------------------------------------- | ----------------------------------------------------------------------- | ----------------------------------------------------------------------- | ----------------------------------------------------------------------- | ----------------------------------------------------------------------- | ----------------------------------------------------------------------- | ------------------------------------------------------------------------------- | ----------------------------------------------------------------------- |
| 9-2-2011                                                                | Dortmund                                                                | Germania                                                                | 1 – 1                                                                   | Italia                                                                  | Amichevole                                                              | Miroslav Klose                                                                  | All:J. Löw Cap:P. Lahm                                                  |
| 26-3-2011                                                               | Kaiserslautern                                                          | Germania                                                                | 4 – 0                                                                   | Kazakistan                                                              | Qual. Euro 2012                                                         | 2 Miroslav Klose 2 Thomas Müller                                                | All:J. Löw Cap:P. Lahm                                                  |
| 29-3-2011                                                               | Mönchengladbach                                                         | Germania                                                                | 1 – 2                                                                   | Australia                                                               | Amichevole                                                              | Mario Gómez                                                                     | All:J. Löw Cap:B. Schweinsteiger                                        |
| 29-5-2011                                                               | Sinsheim                                                                | Germania                                                                | 2 – 1                                                                   | Uruguay                                                                 | Amichevole                                                              | Mario Gómez André Schürrle                                                      | All:J. Löw Cap:P. Lahm                                                  |
| 3-6-2011                                                                | Vienna                                                                  | Austria                                                                 | 1 – 2                                                                   | Germania                                                                | Qual. Euro 2012                                                         | 2 Mario Gómez                                                                   | All:J. Löw Cap:P. Lahm                                                  |
| 7-6-2011                                                                | Baku                                                                    | Azerbaigian                                                             | 1 – 3                                                                   | Germania                                                                | Qual. Euro 2012                                                         | Mesut Özil Mario Gómez André Schürrle                                           | All:J. Löw Cap:P. Lahm                                                  |
| 10-8-2011                                                               | Stoccarda                                                               | Germania                                                                | 3 – 2                                                                   | Brasile                                                                 | Amichevole                                                              | Bastian Schweinsteiger Mario Götze André Schürrle                               | All:J. Löw Cap:P. Lahm                                                  |
| 2-9-2011                                                                | Gelsenkirchen                                                           | Germania                                                                | 6 – 2                                                                   | Austria                                                                 | Qual. Euro 2012                                                         | Miroslav Klose 2 Mesut Özil Lukas Podolski André Schürrle Mario Götze           | All:J. Löw Cap:P. Lahm                                                  |
| 6-9-2011                                                                | Danzica                                                                 | Polonia                                                                 | 2 – 2                                                                   | Germania                                                                | Amichevole                                                              | Toni Kroos Cacau                                                                | All:J. Löw Cap:P. Lahm                                                  |
| 7-10-2011                                                               | Istanbul                                                                | Turchia                                                                 | 1 – 3                                                                   | Germania                                                                | Qual. Euro 2012                                                         | Mario Gómez Thomas Müller Bastian Schweinsteiger                                | All:J. Löw Cap:P. Lahm                                                  |
| 11-10-2011                                                              | Düsseldorf                                                              | Germania                                                                | 3 – 1                                                                   | Belgio                                                                  | Qual. Euro 2012                                                         | Mesut Özil André Schürrle Mario Gómez                                           | All:J. Löw Cap:P. Lahm                                                  |
| 11-11-2011                                                              | Kiev                                                                    | Ucraina                                                                 | 3 – 3                                                                   | Germania                                                                | Amichevole                                                              | Toni Kroos Simon Rolfes Thomas Müller                                           | All:J. Löw Cap:M. Gómez                                                 |
| 15-11-2011                                                              | Amburgo                                                                 | Germania                                                                | 3 – 0                                                                   | Paesi Bassi                                                             | Amichevole                                                              | Thomas Müller Miroslav Klose Mesut Özil                                         | All:J. Löw Cap:M. Klose                                                 |
| 29-2-2012                                                               | Brema                                                                   | Germania                                                                | 1 – 2                                                                   | Francia                                                                 | Amichevole                                                              | Cacau                                                                           | All:J. Löw Cap:M. Klose                                                 |
| 26-5-2012                                                               | Basilea                                                                 | Svizzera                                                                | 5 – 3                                                                   | Germania                                                                | Amichevole                                                              | Mats Hummels André Schürrle Marco Reus                                          | All:J. Löw Cap:M. Klose                                                 |
| 31-5-2012                                                               | Lipsia                                                                  | Germania                                                                | 2 – 0                                                                   | Israele                                                                 | Amichevole                                                              | Mario Gómez André Schürrle                                                      | All:J. Löw Cap:P. Lahm                                                  |
| 9-6-2012                                                                | Leopoli                                                                 | Germania                                                                | 1 – 0                                                                   | Portogallo                                                              | Euro 2012 - 1º Turno                                                    | Mario Gómez                                                                     | All:J. Löw Cap:P. Lahm                                                  |
| 13-6-2012                                                               | Charkiv                                                                 | Paesi Bassi                                                             | 1 – 2                                                                   | Germania                                                                | Euro 2012 - 1º Turno                                                    | 2 Mario Gómez                                                                   | All:J. Löw Cap:P. Lahm                                                  |
| 17-6-2012                                                               | Leopoli                                                                 | Danimarca                                                               | 1 – 2                                                                   | Germania                                                                | Euro 2012 - 1º Turno                                                    | Lukas Podolski Lars Bender                                                      | All:J. Löw Cap:P. Lahm                                                  |
| 22-6-2012                                                               | Danzica                                                                 | Germania                                                                | 4 – 2                                                                   | Grecia                                                                  | Euro 2012 - Quarti                                                      | Philipp Lahm Sami Khedira Marco Reus Miroslav Klose                             | All:J. Löw Cap:P. Lahm                                                  |
| 28-6-2012                                                               | Varsavia                                                                | Germania                                                                | 1 – 2                                                                   | Italia                                                                  | Euro 2012 - Semifinale                                                  | Mesut Özil                                                                      | All:J. Löw Cap:P. Lahm                                                  |
| 15-8-2012                                                               | Francoforte                                                             | Germania                                                                | 1 – 3                                                                   | Argentina                                                               | Amichevole                                                              | Benedikt Höwedes                                                                | All:J. Löw Cap:M. Klose                                                 |
| 7-9-2012                                                                | Hannover                                                                | Germania                                                                | 3 – 0                                                                   | Fær Øer                                                                 | Qual. Mondiali 2014                                                     | Mario Götze 2 Mesut Özil                                                        | All:J. Löw Cap:P. Lahm                                                  |
| 11-9-2012                                                               | Vienna                                                                  | Austria                                                                 | 1 – 2                                                                   | Germania                                                                | Qual. Mondiali 2014                                                     | Marco Reus Mesut Özil                                                           | All:J. Löw Cap:P. Lahm                                                  |
| 12-10-2012                                                              | Dublino                                                                 | Irlanda                                                                 | 1 – 6                                                                   | Germania                                                                | Qual. Mondiali 2014                                                     | 2 Marco Reus Mesut Özil Miroslav Klose 2 Toni Kroos                             | All:J. Löw Cap:B. Schweinsteiger                                        |
| 16-10-2012                                                              | Berlino                                                                 | Germania                                                                | 4 – 4                                                                   | Svezia                                                                  | Qual. Mondiali 2014                                                     | 2 Miroslav Klose Per Mertesacker Mesut Özil                                     | All:J. Löw Cap:P. Lahm                                                  |
| 14-11-2012                                                              | Amsterdam                                                               | Paesi Bassi                                                             | 0 – 0                                                                   | Germania                                                                | Amichevole                                                              | -                                                                               | All:J. Löw Cap:P. Lahm                                                  |
| 6-2-2013                                                                | Saint-Denis                                                             | Francia                                                                 | 1 – 2                                                                   | Germania                                                                | Amichevole                                                              | Thomas Müller Sami Khedira                                                      | All:J. Löw Cap:P. Lahm                                                  |
| 22-3-2013                                                               | Astana                                                                  | Kazakistan                                                              | 0 – 3                                                                   | Germania                                                                | Qual. Mondiali 2014                                                     | 2 Thomas Müller Mario Götze                                                     | All:J. Löw Cap:P. Lahm                                                  |
| 26-3-2013                                                               | Norimberga                                                              | Germania                                                                | 4 – 1                                                                   | Kazakistan                                                              | Qual. Mondiali 2014                                                     | 2 Marco Reus Mario Götze İlkay Gündoğan                                         | All:J. Löw Cap:P. Lahm                                                  |
| 29-5-2013                                                               | Boca Raton                                                              | Ecuador                                                                 | 2 – 4                                                                   | Germania                                                                | Amichevole                                                              | 2 Lukas Podolski 2 Lars Bender                                                  | All:J. Löw Cap:P. Mertesacker                                           |
| 2-6-2013                                                                | Washington                                                              | Stati Uniti                                                             | 4 – 3                                                                   | Germania                                                                | Amichevole                                                              | Heiko Westermann Max Kruse Julian Draxler                                       | All:J. Löw Cap:M. Klose                                                 |
| 14-8-2013                                                               | Kaiserslautern                                                          | Germania                                                                | 3 – 3                                                                   | Paraguay                                                                | Amichevole                                                              | İlkay Gündoğan Thomas Müller Lars Bender                                        | All:J. Löw Cap:P. Lahm                                                  |
| 6-9-2013                                                                | Monaco di Baviera                                                       | Germania                                                                | 3 – 0                                                                   | Austria                                                                 | Qual. Mondiali 2014                                                     | Miroslav Klose Toni Kroos Thomas Müller                                         | All:J. Löw Cap:P. Lahm                                                  |
| 10-9-2013                                                               | Tórshavn                                                                | Fær Øer                                                                 | 0 – 3                                                                   | Germania                                                                | Qual. Mondiali 2014                                                     | Per Mertesacker Mesut Özil Thomas Müller                                        | All:J. Löw Cap:P. Lahm                                                  |
| 11-10-2013                                                              | Colonia                                                                 | Germania                                                                | 3 – 0                                                                   | Irlanda                                                                 | Qual. Mondiali 2014                                                     | Sami Khedira André Schürrle Mesut Özil                                          | All:J. Löw Cap:P. Lahm                                                  |
| 15-10-2013                                                              | Solna                                                                   | Svezia                                                                  | 3 – 5                                                                   | Germania                                                                | Qual. Mondiali 2014                                                     | Mesut Özil Mario Götze 3 André Schürrle                                         | All:J. Löw Cap:P. Lahm                                                  |
| 15-11-2013                                                              | Milano                                                                  | Italia                                                                  | 1 – 1                                                                   | Germania                                                                | Amichevole                                                              | Mats Hummels                                                                    | All:J. Löw Cap:P. Lahm                                                  |
| 19-11-2013                                                              | Londra                                                                  | Inghilterra                                                             | 0 – 1                                                                   | Germania                                                                | Amichevole                                                              | Per Mertesacker                                                                 | All:J. Löw Cap:P. Mertesacker                                           |
| 5-3-2014                                                                | Stoccarda                                                               | Germania                                                                | 1 – 0                                                                   | Cile                                                                    | Amichevole                                                              | Mario Götze                                                                     | All:J. Löw Cap:P. Lahm                                                  |
| 13-5-2014                                                               | Amburgo                                                                 | Germania                                                                | 0 – 0                                                                   | Polonia                                                                 | Amichevole                                                              | -                                                                               | All:J. Löw Cap:J. Draxler                                               |
| 1-6-2014                                                                | Mönchengladbach                                                         | Germania                                                                | 2 – 2                                                                   | Camerun                                                                 | Amichevole                                                              | Thomas Müller André Schürrle                                                    | All:J. Löw Cap:P. Mertesacker                                           |
| 6-6-2014                                                                | Magonza                                                                 | Germania                                                                | 6 – 1                                                                   | Armenia                                                                 | Amichevole                                                              | André Schürrle Lukas Podolski Miroslav Klose 2 Mario Götze Benedikt Höwedes     | All:J. Löw Cap:P. Lahm                                                  |
| 16-6-2014                                                               | Salvador                                                                | Germania                                                                | 4 – 0                                                                   | Portogallo                                                              | Mondiali 2014 - 1º Turno                                                | 3 Thomas Müller Mats Hummels                                                    | All:J. Löw Cap:P. Lahm                                                  |
| 21-6-2014                                                               | Fortaleza                                                               | Germania                                                                | 2 – 2                                                                   | Ghana                                                                   | Mondiali 2014 - 1º Turno                                                | Mario Götze Miroslav Klose                                                      | All:J. Löw Cap:P. Lahm                                                  |
| 26-6-2014                                                               | Recife                                                                  | Stati Uniti                                                             | 0 – 1                                                                   | Germania                                                                | Mondiali 2014 - 1º Turno                                                | Thomas Müller                                                                   | All:J. Löw Cap:P. Lahm                                                  |
| 30-6-2014                                                               | Porto Alegre                                                            | Germania                                                                | 2 – 1 dts                                                               | Algeria                                                                 | Mondiali 2014 - Ottavi                                                  | André Schürrle Mesut Özil                                                       | All:J. Löw Cap:P. Lahm                                                  |
| 4-7-2014                                                                | Rio de Janeiro                                                          | Francia                                                                 | 0 – 1                                                                   | Germania                                                                | Mondiali 2014 - Quarti                                                  | Mats Hummels                                                                    | All:J. Löw Cap:P. Lahm                                                  |
| 8-7-2014                                                                | Belo Horizonte                                                          | Brasile                                                                 | 1 – 7                                                                   | Germania                                                                | Mondiali 2014 - Semifinale                                              | Thomas Müller Miroslav Klose 2 Toni Kroos Sami Khedira 2 André Schürrle         | All:J. Löw Cap:P. Lahm                                                  |
| 13-7-2014                                                               | Rio de Janeiro                                                          | Germania                                                                | 1 – 0 dts                                                               | Argentina                                                               | Mondiali 2014 - Finale                                                  | Mario Götze                                                                     | 4º Titolo Mondiale All:J. Löw Cap:P. Lahm                               |
| 3-9-2014                                                                | Düsseldorf                                                              | Germania                                                                | 2 – 4                                                                   | Argentina                                                               | Amichevole                                                              | André Schürrle autorete                                                         | All:J. Löw Cap:M. Neuer                                                 |
| 7-9-2014                                                                | Dortmund                                                                | Germania                                                                | 2 – 1                                                                   | Scozia                                                                  | Qual. Euro 2016                                                         | 2 Thomas Müller                                                                 | All:J. Löw Cap:M. Neuer                                                 |
| 11-10-2014                                                              | Varsavia                                                                | Polonia                                                                 | 2 – 0                                                                   | Germania                                                                | Qual. Euro 2016                                                         | -                                                                               | All:J. Löw Cap:M. Neuer                                                 |
| 14-10-2014                                                              | Gelsenkirchen                                                           | Germania                                                                | 1 – 1                                                                   | Irlanda                                                                 | Qual. Euro 2016                                                         | Toni Kroos                                                                      | All:J. Löw Cap:M. Neuer                                                 |
| 14-11-2014                                                              | Norimberga                                                              | Germania                                                                | 4 – 0                                                                   | Gibilterra                                                              | Qual. Euro 2016                                                         | 2 Thomas Müller Mario Götze autorete                                            | All:J. Löw Cap:M. Neuer                                                 |
| 18-11-2014                                                              | Vigo                                                                    | Spagna                                                                  | 0 – 1                                                                   | Germania                                                                | Amichevole                                                              | Toni Kroos                                                                      | All:J. Löw Cap:S. Khedira                                               |
| 25-3-2015                                                               | Kaiserslautern                                                          | Germania                                                                | 2 – 2                                                                   | Australia                                                               | Amichevole                                                              | Marco Reus Lukas Podolski                                                       | All:J. Löw Cap:S. Khedira                                               |
| 29-3-2015                                                               | Tbilisi                                                                 | Georgia                                                                 | 0 – 2                                                                   | Germania                                                                | Qual. Euro 2016                                                         | Marco Reus Thomas Müller                                                        | All:J. Löw Cap:B. Schweinsteiger                                        |
| 10-6-2015                                                               | Colonia                                                                 | Germania                                                                | 1 – 2                                                                   | Stati Uniti                                                             | Amichevole                                                              | Mario Götze                                                                     | All:J. Löw Cap:B. Schweinsteiger                                        |
| 13-6-2015                                                               | Faro                                                                    | Gibilterra                                                              | 0 – 7                                                                   | Germania                                                                | Qual. Euro 2016                                                         | 3 André Schürrle 2 Max Kruse İlkay Gündoğan Karim Bellarabi                     | All:J. Löw Cap:B. Schweinsteiger                                        |
| 4-9-2015                                                                | Francoforte                                                             | Germania                                                                | 3 – 1                                                                   | Polonia                                                                 | Qual. Euro 2016                                                         | Thomas Müller 2 Mario Götze                                                     | All:J. Löw Cap:B. Schweinsteiger                                        |
| 7-9-2015                                                                | Glasgow                                                                 | Scozia                                                                  | 2 – 3                                                                   | Germania                                                                | Qual. Euro 2016                                                         | 2 Thomas Müller İlkay Gündoğan                                                  | All:J. Löw Cap:B. Schweinsteiger                                        |
| 8-10-2015                                                               | Dublino                                                                 | Irlanda                                                                 | 1 – 0                                                                   | Germania                                                                | Qual. Euro 2016                                                         | -                                                                               | All:J. Löw Cap:M. Neuer                                                 |
| 11-10-2015                                                              | Lipsia                                                                  | Germania                                                                | 2 – 1                                                                   | Georgia                                                                 | Qual. Euro 2016                                                         | Thomas Müller Max Kruse                                                         | All:J. Löw Cap:M. Neuer                                                 |
| 13-11-2015                                                              | Saint-Denis                                                             | Francia                                                                 | 2 – 0                                                                   | Germania                                                                | Amichevole                                                              | -                                                                               | All:J. Löw Cap:M. Neuer                                                 |
| 26-3-2016                                                               | Berlino                                                                 | Germania                                                                | 2 – 3                                                                   | Inghilterra                                                             | Amichevole                                                              | Toni Kroos Mario Gómez                                                          | All:J. Löw Cap:S. Khedira                                               |
| 29-3-2016                                                               | Monaco di Baviera                                                       | Germania                                                                | 4 – 1                                                                   | Italia                                                                  | Amichevole                                                              | Toni Kroos Mario Götze Jonas Hector Mesut Özil                                  | All:J. Löw Cap:T. Müller                                                |
| 29-5-2016                                                               | Augusta                                                                 | Germania                                                                | 1 – 3                                                                   | Slovacchia                                                              | Amichevole                                                              | Mario Gómez                                                                     | All:J. Löw Cap:S. Khedira                                               |
| 4-6-2016                                                                | Gelsenkirchen                                                           | Germania                                                                | 2 – 0                                                                   | Ungheria                                                                | Amichevole                                                              | autorete Thomas Müller                                                          | All:J. Löw Cap:M. Neuer                                                 |
| 12-6-2016                                                               | Villeneuve-d'Ascq                                                       | Germania                                                                | 2 – 0                                                                   | Ucraina                                                                 | Euro 2016 - 1º Turno                                                    | Shkodran Mustafi Bastian Schweinsteiger                                         | All:J. Löw Cap:M. Neuer                                                 |
| 16-6-2016                                                               | Saint-Denis                                                             | Germania                                                                | 0 – 0                                                                   | Polonia                                                                 | Euro 2016 - 1º Turno                                                    | -                                                                               | All:J. Löw Cap:M. Neuer                                                 |
| 21-6-2016                                                               | Parigi                                                                  | Irlanda del Nord                                                        | 0 – 1                                                                   | Germania                                                                | Euro 2016 - 1º Turno                                                    | Mario Gómez                                                                     | All:J. Löw Cap:M. Neuer                                                 |
| 26-6-2016                                                               | Villeneuve-d'Ascq                                                       | Germania                                                                | 3 – 0                                                                   | Slovacchia                                                              | Euro 2016 - Ottavi                                                      | Jérôme Boateng Mario Gómez Julian Draxler                                       | All:J. Löw Cap:M. Neuer                                                 |
| 2-7-2016                                                                | Bordeaux                                                                | Germania                                                                | 1 – 1 dts (6-5 dtr)                                                     | Italia                                                                  | Euro 2016 - Quarti                                                      | Mesut Özil                                                                      | All:J. Löw Cap:M. Neuer                                                 |
| 7-7-2016                                                                | Marsiglia                                                               | Germania                                                                | 0 – 2                                                                   | Francia                                                                 | Euro 2016 - Semifinali                                                  | -                                                                               | All:J. Löw Cap:B. Schweinsteiger                                        |
| 31-8-2016                                                               | Mönchengladbach                                                         | Germania                                                                | 2 – 0                                                                   | Finlandia                                                               | Amichevole                                                              | Max Meyer Mesut Özil                                                            | All:J. Löw Cap:B. Schweinsteiger                                        |
| 4-9-2016                                                                | Oslo                                                                    | Norvegia                                                                | 0 – 3                                                                   | Germania                                                                | Qual. Mondiali 2018                                                     | 2 Thomas Müller Joshua Kimmich                                                  | All:J. Löw Cap:M. Neuer                                                 |
| 8-10-2016                                                               | Amburgo                                                                 | Germania                                                                | 3 – 0                                                                   | Rep. Ceca                                                               | Qual. Mondiali 2018                                                     | 2 Thomas Müller Toni Kroos                                                      | All:J. Löw Cap:M. Neuer                                                 |
| 11-10-2016                                                              | Hannover                                                                | Germania                                                                | 2 – 0                                                                   | Irlanda del Nord                                                        | Qual. Mondiali 2018                                                     | Julian Draxler Sami Khedira                                                     | All:J. Löw Cap:M. Neuer                                                 |
| 11-11-2016                                                              | Serravalle                                                              | San Marino                                                              | 0 – 8                                                                   | Germania                                                                | Qual. Mondiali 2018                                                     | Sami Khedira 3 Serge Gnabry 2 Jonas Hector autorete Kevin Volland               | All:J. Löw Cap:S. Khedira                                               |
| 15-11-2016                                                              | Milano                                                                  | Italia                                                                  | 0 – 0                                                                   | Germania                                                                | Amichevole                                                              | -                                                                               | All:J. Löw Cap:T. Müller                                                |
| 22-3-2017                                                               | Dortmund                                                                | Germania                                                                | 1 – 0                                                                   | Inghilterra                                                             | Amichevole                                                              | Lukas Podolski                                                                  | All:J. Löw Cap:L. Podolski                                              |
| 26-3-2017                                                               | Baku                                                                    | Azerbaigian                                                             | 1 – 4                                                                   | Germania                                                                | Qual. Mondiali 2018                                                     | 2 André Schürrle Thomas Müller Mario Gómez                                      | All:J. Löw Cap:S. Khedira                                               |
| 6-6-2017                                                                | Brøndby                                                                 | Danimarca                                                               | 1 – 1                                                                   | Germania                                                                | Amichevole                                                              | Joshua Kimmich                                                                  | All:J. Löw Cap:J. Draxler                                               |
| 10-6-2017                                                               | Norimberga                                                              | Germania                                                                | 7 – 0                                                                   | San Marino                                                              | Qual. Mondiali 2018                                                     | Julian Draxler 3 Sandro Wagner Amin Younes Shkodran Mustafi Julian Brandt       | All:J. Löw Cap:J. Draxler                                               |
| 19-6-2017                                                               | Soči                                                                    | Australia                                                               | 2 – 3                                                                   | Germania                                                                | Conf. Cup 2017 - 1º Turno                                               | Lars Stindl Julian Draxler Leon Goretzka                                        | All:J. Löw Cap:J. Draxler                                               |
| 22-6-2017                                                               | Kazan'                                                                  | Germania                                                                | 1 – 1                                                                   | Cile                                                                    | Conf. Cup 2017 - 1º Turno                                               | Lars Stindl                                                                     | All:J. Löw Cap:J. Draxler                                               |
| 25-6-2017                                                               | Soči                                                                    | Germania                                                                | 3 – 1                                                                   | Camerun                                                                 | Conf. Cup 2017 - 1º Turno                                               | Kerem Demirbay 2 Timo Werner                                                    | All:J. Löw Cap:J. Draxler                                               |
| 29-6-2017                                                               | Soči                                                                    | Germania                                                                | 4 – 1                                                                   | Messico                                                                 | Conf. Cup 2017 - Semifinale                                             | 2 Leon Goretzka Timo Werner Amin Younes                                         | All:J. Löw Cap:J. Draxler                                               |
| 2-7-2017                                                                | San Pietroburgo                                                         | Cile                                                                    | 0 – 1                                                                   | Germania                                                                | Conf. Cup 2017 - Finale                                                 | Lars Stindl                                                                     | 1º Titolo All:J. Löw Cap:J. Draxler                                     |
| 1-9-2017                                                                | Praga                                                                   | Rep. Ceca                                                               | 1 – 2                                                                   | Germania                                                                | Qual. Mondiali 2018                                                     | Timo Werner Mats Hummels                                                        | All:J. Löw Cap:T. Müller                                                |
| 4-9-2017                                                                | Stoccarda                                                               | Germania                                                                | 6 – 0                                                                   | Norvegia                                                                | Qual. Mondiali 2018                                                     | Mesut Özil Julian Draxler 2 Timo Werner Leon Goretzka Mario Gómez               | All:J. Löw Cap:T. Müller                                                |
| 5-10-2017                                                               | Belfast                                                                 | Irlanda del Nord                                                        | 1 – 3                                                                   | Germania                                                                | Qual. Mondiali 2018                                                     | Sebastian Rudy Sandro Wagner Joshua Kimmich                                     | All:J. Löw Cap:T. Müller                                                |
| 8-10-2017                                                               | Kaiserslautern                                                          | Germania                                                                | 5 – 1                                                                   | Azerbaigian                                                             | Qual. Mondiali 2018                                                     | 2 Leon Goretzka Sandro Wagner Antonio Rüdiger Emre Can                          | All:J. Löw Cap:T. Müller                                                |
| 10-11-2017                                                              | Londra                                                                  | Inghilterra                                                             | 0 – 0                                                                   | Germania                                                                | Amichevole                                                              | -                                                                               | All:J. Löw Cap:M. Hummels                                               |
| 14-11-2017                                                              | Colonia                                                                 | Germania                                                                | 2 – 2                                                                   | Francia                                                                 | Amichevole                                                              | Timo Werner Lars Stindl                                                         | All:J. Löw Cap:S. Khedira                                               |
| 23-3-2018                                                               | Düsseldorf                                                              | Germania                                                                | 1 – 1                                                                   | Spagna                                                                  | Amichevole                                                              | Thomas Müller                                                                   | All:J. Löw Cap:S. Khedira                                               |
| 27-3-2018                                                               | Berlino                                                                 | Germania                                                                | 0 – 1                                                                   | Brasile                                                                 | Amichevole                                                              | -                                                                               | All:J. Löw Cap:J. Boateng                                               |
| 2-6-2018                                                                | Klagenfurt                                                              | Austria                                                                 | 2 – 1                                                                   | Germania                                                                | Amichevole                                                              | Mesut Özil                                                                      | All:J. Löw Cap:M. Neuer                                                 |
| 8-6-2018                                                                | Leverkusen                                                              | Germania                                                                | 2 – 1                                                                   | Arabia Saudita                                                          | Amichevole                                                              | Timo Werner autorete                                                            | All:J. Löw Cap:M. Neuer                                                 |
| 17-6-2018                                                               | Mosca                                                                   | Germania                                                                | 0 – 1                                                                   | Messico                                                                 | Mondiali 2018 - 1º Turno                                                | -                                                                               | All:J. Löw Cap:M. Neuer                                                 |
| 23-6-2018                                                               | Soči                                                                    | Germania                                                                | 2 – 1                                                                   | Svezia                                                                  | Mondiali 2018 - 1º Turno                                                | Marco Reus Toni Kroos                                                           | All:J. Löw Cap:M. Neuer                                                 |
| 27-6-2018                                                               | Kazan'                                                                  | Corea del Sud                                                           | 2 – 0                                                                   | Germania                                                                | Mondiali 2018 - 1º Turno                                                | -                                                                               | All:J. Löw Cap:M. Neuer                                                 |
| 6-9-2018                                                                | Monaco di Baviera                                                       | Germania                                                                | 0 – 0                                                                   | Francia                                                                 | Nations League - 1º Turno                                               | -                                                                               | All:J. Löw Cap:M. Neuer                                                 |
| 9-9-2018                                                                | Sinsheim                                                                | Germania                                                                | 2 – 1                                                                   | Perù                                                                    | Amichevole                                                              | Julian Brandt Nico Schulz                                                       | All:J. Löw Cap:T. Kroos                                                 |
| 13-10-2018                                                              | Amsterdam                                                               | Paesi Bassi                                                             | 3 – 0                                                                   | Germania                                                                | Nations League - 1º Turno                                               | -                                                                               | All:J. Löw Cap:M. Neuer                                                 |
| 16-10-2018                                                              | Saint-Denis                                                             | Francia                                                                 | 2 – 1                                                                   | Germania                                                                | Nations League - 1º Turno                                               | Toni Kroos                                                                      | All:J. Löw Cap:M. Neuer                                                 |
| 15-11-2018                                                              | Lipsia                                                                  | Germania                                                                | 3 – 0                                                                   | Russia                                                                  | Amichevole                                                              | Leroy Sané Niklas Süle Serge Gnabry                                             | All:J. Löw Cap:M. Neuer                                                 |
| 19-11-2018                                                              | Gelsenkirchen                                                           | Germania                                                                | 2 – 2                                                                   | Paesi Bassi                                                             | Nations League - 1º Turno                                               | Timo Werner Leroy Sané                                                          | All:J. Löw Cap:M. Neuer                                                 |
| 20-3-2019                                                               | Wolfsburg                                                               | Germania                                                                | 1 – 1                                                                   | Serbia                                                                  | Amichevole                                                              | Leon Goretzka                                                                   | All:J. Löw Cap:M. Neuer                                                 |
| 24-3-2019                                                               | Amsterdam                                                               | Paesi Bassi                                                             | 2 – 3                                                                   | Germania                                                                | Qual. Euro 2020                                                         | Leroy Sané Serge Gnabry Nico Schulz                                             | All:J. Löw Cap:M. Neuer                                                 |
| 8-6-2019                                                                | Barysaŭ                                                                 | Bielorussia                                                             | 0 – 2                                                                   | Germania                                                                | Qual. Euro 2020                                                         | Leroy Sané Marco Reus                                                           | All:J. Löw Cap:M. Neuer                                                 |
| 11-6-2019                                                               | Magonza                                                                 | Germania                                                                | 8 – 0                                                                   | Estonia                                                                 | Qual. Euro 2020                                                         | 2 Marco Reus 2 Serge Gnabry Leon Goretzka İlkay Gündoğan Timo Werner Leroy Sané | All:J. Löw Cap:M. Neuer                                                 |
| 6-9-2019                                                                | Amburgo                                                                 | Germania                                                                | 2 – 4                                                                   | Paesi Bassi                                                             | Qual. Euro 2020                                                         | Serge Gnabry Toni Kroos                                                         | All:J. Löw Cap:M. Neuer                                                 |
| 9-9-2019                                                                | Belfast                                                                 | Irlanda del Nord                                                        | 0 – 2                                                                   | Germania                                                                | Qual. Euro 2020                                                         | Marcel Halstenberg Serge Gnabry                                                 | All:J. Löw Cap:M. Neuer                                                 |
| 9-10-2019                                                               | Dortmund                                                                | Germania                                                                | 2 – 2                                                                   | Argentina                                                               | Amichevole                                                              | Serge Gnabry Kai Havertz                                                        | All:J. Löw Cap:J. Kimmich                                               |
| 13-10-2019                                                              | Tallinn                                                                 | Estonia                                                                 | 0 – 3                                                                   | Germania                                                                | Qual. Euro 2020                                                         | 2 İlkay Gündoğan Timo Werner                                                    | All:J. Löw Cap:M. Neuer                                                 |
| 16-11-2019                                                              | Mönchengladbach                                                         | Germania                                                                | 4 – 0                                                                   | Bielorussia                                                             | Qual. Euro 2020                                                         | Matthias Ginter Leon Goretzka 2 Toni Kroos                                      | All:J. Löw Cap:M. Neuer                                                 |
| 19-11-2019                                                              | Francoforte                                                             | Germania                                                                | 6 – 1                                                                   | Irlanda del Nord                                                        | Qual. Euro 2020                                                         | 3 Serge Gnabry 2 Leon Goretzka Julian Brandt                                    | All:J. Löw Cap:T. Kroos                                                 |
| 3-9-2020                                                                | Stoccarda                                                               | Germania                                                                | 1 – 1                                                                   | Spagna                                                                  | Nations League - 1º Turno                                               | Timo Werner                                                                     | All:J. Löw Cap:T. Kroos                                                 |
| 6-9-2020                                                                | Basilea                                                                 | Svizzera                                                                | 1 – 1                                                                   | Germania                                                                | Nations League - 1º Turno                                               | İlkay Gündoğan                                                                  | All:J. Löw Cap:T. Kroos                                                 |
| 7-10-2020                                                               | Colonia                                                                 | Germania                                                                | 3 – 3                                                                   | Turchia                                                                 | Amichevole                                                              | Julian Draxler Florian Neuhaus Luca Waldschmidt                                 | All:J. Löw Cap:J. Draxler                                               |
| 10-10-2020                                                              | Kiev                                                                    | Ucraina                                                                 | 1 – 2                                                                   | Germania                                                                | Nations League - 1º Turno                                               | Matthias Ginter Leon Goretzka                                                   | All:J. Löw Cap:M. Neuer                                                 |
| 13-10-2020                                                              | Colonia                                                                 | Germania                                                                | 3 – 3                                                                   | Svizzera                                                                | Nations League - 1º Turno                                               | Timo Werner Kai Havertz Serge Gnabry                                            | All:J. Löw Cap:M. Neuer                                                 |
| 11-11-2020                                                              | Lipsia                                                                  | Germania                                                                | 1 – 0                                                                   | Rep. Ceca                                                               | Amichevole                                                              | Luca Waldschmidt                                                                | All:J. Löw Cap:İ. Gündoğan                                              |
| 14-11-2020                                                              | Lipsia                                                                  | Germania                                                                | 3 – 1                                                                   | Ucraina                                                                 | Nations League - 1º Turno                                               | Leroy Sané 2 Timo Werner                                                        | All:J. Löw Cap:M. Neuer                                                 |
| 17-11-2020                                                              | Siviglia                                                                | Spagna                                                                  | 6 – 0                                                                   | Germania                                                                | Nations League - 1º Turno                                               | -                                                                               | All:J. Löw Cap:M. Neuer                                                 |
| Totale                                                                  |                                                                         | Presenze                                                                | 127                                                                     |                                                                         | Reti                                                                    | 298                                                                             |                                                                         |

## Partite dal 2021 al 2030
| Cronologia completa delle presenze e delle reti in nazionale ― Germania | Cronologia completa delle presenze e delle reti in nazionale ― Germania | Cronologia completa delle presenze e delle reti in nazionale ― Germania | Cronologia completa delle presenze e delle reti in nazionale ― Germania | Cronologia completa delle presenze e delle reti in nazionale ― Germania | Cronologia completa delle presenze e delle reti in nazionale ― Germania | Cronologia completa delle presenze e delle reti in nazionale ― Germania                | Cronologia completa delle presenze e delle reti in nazionale ― Germania |
| Data                                                                    | Città                                                                   | In casa                                                                 | Risultato                                                               | Ospiti                                                                  | Competizione                                                            | Reti                                                                                   | Note                                                                    |
| ----------------------------------------------------------------------- | ----------------------------------------------------------------------- | ----------------------------------------------------------------------- | ----------------------------------------------------------------------- | ----------------------------------------------------------------------- | ----------------------------------------------------------------------- | -------------------------------------------------------------------------------------- | ----------------------------------------------------------------------- |
| 25-3-2021                                                               | Duisburg                                                                | Germania                                                                | 3 – 0                                                                   | Islanda                                                                 | Qual. Mondiali 2022                                                     | Leon Goretzka Kai Havertz İlkay Gündoğan                                               | All:J. Löw Cap:M. Neuer                                                 |
| 28-3-2021                                                               | Bucarest                                                                | Romania                                                                 | 0 – 1                                                                   | Germania                                                                | Qual. Mondiali 2022                                                     | Serge Gnabry                                                                           | All:J. Löw Cap:M. Neuer                                                 |
| 31-3-2021                                                               | Duisburg                                                                | Germania                                                                | 1 – 2                                                                   | Macedonia del Nord                                                      | Qual. Mondiali 2022                                                     | İlkay Gündoğan                                                                         | All:J. Löw Cap:İ. Gündoğan                                              |
| 2-6-2021                                                                | Innsbruck                                                               | Germania                                                                | 1 – 1                                                                   | Danimarca                                                               | Amichevole                                                              | Florian Neuhaus                                                                        | All:J. Löw Cap:M. Neuer                                                 |
| 7-6-2021                                                                | Düsseldorf                                                              | Germania                                                                | 7 – 1                                                                   | Lettonia                                                                | Amichevole                                                              | Robin Gosens İlkay Gündoğan Thomas Müller autorete Serge Gnabry Timo Werner Leroy Sané | All:J. Löw Cap:M. Neuer                                                 |
| 15-6-2021                                                               | Monaco di Baviera                                                       | Francia                                                                 | 1 – 0                                                                   | Germania                                                                | Euro 2020 - 1º Turno                                                    | -                                                                                      | All:J. Löw Cap:M. Neuer                                                 |
| 19-6-2021                                                               | Monaco di Baviera                                                       | Portogallo                                                              | 2 – 4                                                                   | Germania                                                                | Euro 2020 - 1º Turno                                                    | 2 autoreti Kai Havertz Robin Gosens                                                    | All:J. Löw Cap:M. Neuer                                                 |
| 23-6-2021                                                               | Monaco di Baviera                                                       | Germania                                                                | 2 – 2                                                                   | Ungheria                                                                | Euro 2020 - 1º Turno                                                    | Kai Havertz Leon Goretzka                                                              | All:J. Löw Cap:M. Neuer                                                 |
| 29-6-2021                                                               | Londra                                                                  | Inghilterra                                                             | 2 – 0                                                                   | Germania                                                                | Euro 2020 - Ottavi                                                      | -                                                                                      | All:J. Löw Cap:M. Neuer                                                 |
| 2-9-2021                                                                | San Gallo                                                               | Liechtenstein                                                           | 0 – 2                                                                   | Germania                                                                | Qual. Mondiali 2022                                                     | Timo Werner Leroy Sané                                                                 | All:H. Flick Cap:J. Kimmich                                             |
| 5-9-2021                                                                | Stoccarda                                                               | Germania                                                                | 6 – 0                                                                   | Armenia                                                                 | Qual. Mondiali 2022                                                     | 2 Serge Gnabry Marco Reus Timo Werner Jonas Hofmann Karim Adeyemi                      | All:H. Flick Cap:M. Neuer                                               |
| 8-9-2021                                                                | Reykjavík                                                               | Islanda                                                                 | 0 – 4                                                                   | Germania                                                                | Qual. Mondiali 2022                                                     | Serge Gnabry Antonio Rüdiger Leroy Sané Timo Werner                                    | All:H. Flick Cap:M. Neuer                                               |
| 8-10-2021                                                               | Amburgo                                                                 | Germania                                                                | 2 – 1                                                                   | Romania                                                                 | Qual. Mondiali 2022                                                     | Serge Gnabry Thomas Müller                                                             | All:H. Flick Cap:J. Kimmich                                             |
| 11-10-2021                                                              | Skopje                                                                  | Macedonia del Nord                                                      | 0 – 4                                                                   | Germania                                                                | Qual. Mondiali 2022                                                     | Kai Havertz 2 Timo Werner Jamal Musiala                                                | All:H. Flick Cap:M. Neuer                                               |
| 11-11-2021                                                              | Wolfsburg                                                               | Germania                                                                | 9 – 0                                                                   | Liechtenstein                                                           | Qual. Mondiali 2022                                                     | İlkay Gündoğan autorete 2 Leroy Sané Marco Reus 2 Thomas Müller Ridle Baku autorete    | All:H. Flick Cap:M. Neuer                                               |
| 14-11-2021                                                              | Erevan                                                                  | Armenia                                                                 | 1 – 4                                                                   | Germania                                                                | Qual. Mondiali 2022                                                     | Kai Havertz 2 İlkay Gündoğan Jonas Hofmann                                             | All:H. Flick Cap:T. Müller                                              |
| 26-3-2022                                                               | Sinsheim                                                                | Germania                                                                | 2 – 0                                                                   | Israele                                                                 | Amichevole                                                              | Kai Havertz Timo Werner                                                                | All:H. Flick Cap:İ. Gündoğan                                            |
| 29-3-2022                                                               | Amsterdam                                                               | Paesi Bassi                                                             | 1 – 1                                                                   | Germania                                                                | Amichevole                                                              | Thomas Müller                                                                          | All:H. Flick Cap:M. Neuer                                               |
| 4-6-2022                                                                | Bologna                                                                 | Italia                                                                  | 1 – 1                                                                   | Germania                                                                | Nations League - 1º Turno                                               | Joshua Kimmich                                                                         | All:H. Flick Cap:M. Neuer                                               |
| 7-6-2022                                                                | Monaco di Baviera                                                       | Germania                                                                | 1 – 1                                                                   | Inghilterra                                                             | Nations League - 1º Turno                                               | Jonas Hofmann                                                                          | All:H. Flick Cap:M. Neuer                                               |
| 11-6-2022                                                               | Budapest                                                                | Ungheria                                                                | 1 – 1                                                                   | Germania                                                                | Nations League - 1º Turno                                               | Jonas Hofmann                                                                          | All:H. Flick Cap:M. Neuer                                               |
| 14-6-2022                                                               | Mönchengladbach                                                         | Germania                                                                | 5 – 2                                                                   | Italia                                                                  | Nations League - 1º Turno                                               | Joshua Kimmich İlkay Gündoğan Thomas Müller 2 Timo Werner                              | All:H. Flick Cap:M. Neuer                                               |
| 23-9-2022                                                               | Lipsia                                                                  | Germania                                                                | 0 – 1                                                                   | Ungheria                                                                | Nations League - 1º Turno                                               | -                                                                                      | All:H. Flick Cap:T. Müller                                              |
| 26-9-2022                                                               | Londra                                                                  | Inghilterra                                                             | 3 – 3                                                                   | Germania                                                                | Nations League - 1º Turno                                               | İlkay Gündoğan 2 Kai Havertz                                                           | All:H. Flick Cap:J. Kimmich                                             |
| 16-11-2022                                                              | Mascate                                                                 | Oman                                                                    | 0 – 1                                                                   | Germania                                                                | Amichevole                                                              | Niclas Füllkrug                                                                        | All:H. Flick Cap:M. Neuer                                               |
| 23-11-2022                                                              | Ar Rayyan                                                               | Germania                                                                | 1 – 2                                                                   | Giappone                                                                | Mondiali 2022 - 1º Turno                                                | İlkay Gündoğan                                                                         | All:H. Flick Cap:M. Neuer                                               |
| 27-11-2022                                                              | Al Khawr                                                                | Spagna                                                                  | 1 – 1                                                                   | Germania                                                                | Mondiali 2022 - 1º Turno                                                | Niclas Füllkrug                                                                        | All:H. Flick Cap:M. Neuer                                               |
| 1-12-2022                                                               | Al Khawr                                                                | Costa Rica                                                              | 2 – 4                                                                   | Germania                                                                | Mondiali 2022 - 1º Turno                                                | Serge Gnabry 2 Kai Havertz Niclas Füllkrug                                             | All:H. Flick Cap:M. Neuer                                               |
| 25-3-2023                                                               | Magonza                                                                 | Germania                                                                | 2 – 0                                                                   | Perù                                                                    | Amichevole                                                              | 2 Niclas Füllkrug                                                                      | All:H. Flick Cap:J. Kimmich                                             |
| 28-3-2023                                                               | Colonia                                                                 | Germania                                                                | 2 – 3                                                                   | Belgio                                                                  | Amichevole                                                              | Niclas Füllkrug Serge Gnabry                                                           | All:H. Flick Cap:J. Kimmich                                             |
| 12-6-2023                                                               | Brema                                                                   | Germania                                                                | 3 – 3                                                                   | Ucraina                                                                 | Amichevole                                                              | Niclas Füllkrug Kai Havertz Joshua Kimmich                                             | All:H. Flick Cap:J. Kimmich                                             |
| 16-6-2023                                                               | Varsavia                                                                | Polonia                                                                 | 1 – 0                                                                   | Germania                                                                | Amichevole                                                              | -                                                                                      | All:H. Flick Cap:J. Kimmich                                             |
| 20-6-2023                                                               | Gelsenkirchen                                                           | Germania                                                                | 0 – 2                                                                   | Colombia                                                                | Amichevole                                                              | -                                                                                      | All:H. Flick Cap:İ. Gündoğan                                            |
| 9-9-2023                                                                | Wolfsburg                                                               | Germania                                                                | 1 – 4                                                                   | Giappone                                                                | Amichevole                                                              | Leroy Sané                                                                             | All:H. Flick Cap:İ. Gündoğan                                            |
| 12-9-2023                                                               | Dortmund                                                                | Germania                                                                | 2 – 1                                                                   | Francia                                                                 | Amichevole                                                              | Thomas Müller Leroy Sané                                                               | All:R. Völler Cap:İ. Gündoğan                                           |
| 14-10-2023                                                              | East Hartford                                                           | Stati Uniti                                                             | 1 – 3                                                                   | Germania                                                                | Amichevole                                                              | İlkay Gündoğan Niclas Füllkrug Jamal Musiala                                           | All:J. Nagelsmann Cap:İ. Gündoğan                                       |
| 18-10-2023                                                              | Filadelfia                                                              | Messico                                                                 | 2 – 2                                                                   | Germania                                                                | Amichevole                                                              | Antonio Rüdiger Niclas Füllkrug                                                        | All:J. Nagelsmann Cap:İ. Gündoğan                                       |
| 18-11-2023                                                              | Berlino                                                                 | Germania                                                                | 2 – 3                                                                   | Turchia                                                                 | Amichevole                                                              | Kai Havertz Niclas Füllkrug                                                            | All:J. Nagelsmann Cap:İ. Gündoğan                                       |
| 21-11-2023                                                              | Vienna                                                                  | Austria                                                                 | 2 – 0                                                                   | Germania                                                                | Amichevole                                                              | -                                                                                      | All:J. Nagelsmann Cap:İ. Gündoğan                                       |
| 23-3-2024                                                               | Décines-Charpieu                                                        | Francia                                                                 | 0 – 2                                                                   | Germania                                                                | Amichevole                                                              | Florian Wirtz Kai Havertz                                                              | All:J. Nagelsmann Cap:İ. Gündoğan                                       |
| 26-3-2024                                                               | Francoforte sul Meno                                                    | Germania                                                                | 2 – 1                                                                   | Paesi Bassi                                                             | Amichevole                                                              | Maximilian Mittelstädt Niclas Füllkrug                                                 | All:J. Nagelsmann Cap:İ. Gündoğan                                       |
| 3-6-2024                                                                | Norimberga                                                              | Germania                                                                | 0 – 0                                                                   | Ucraina                                                                 | Amichevole                                                              | -                                                                                      | All:J. Nagelsmann Cap:İ. Gündoğan                                       |
| 7-6-2024                                                                | Mönchengladbach                                                         | Germania                                                                | 2 – 1                                                                   | Grecia                                                                  | Amichevole                                                              | Kai Havertz Pascal Groß                                                                | All:J. Nagelsmann Cap:İ. Gündoğan                                       |
| 14-6-2024                                                               | Monaco di Baviera                                                       | Germania                                                                | 5 – 1                                                                   | Scozia                                                                  | Euro 2024 - 1º Turno                                                    | Florian Wirtz Jamal Musiala Kai Havertz Niclas Füllkrug Emre Can autorete              | All:J. Nagelsmann Cap:İ. Gündoğan                                       |
| 19-6-2024                                                               | Stoccarda                                                               | Germania                                                                | 2 – 0                                                                   | Ungheria                                                                | Euro 2024 - 1º Turno                                                    | Jamal Musiala İlkay Gündoğan                                                           | All:J. Nagelsmann Cap:İ. Gündoğan                                       |
| 23-6-2024                                                               | Francoforte sul Meno                                                    | Svizzera                                                                | 1 – 1                                                                   | Germania                                                                | Euro 2024 - 1º Turno                                                    | Niclas Füllkrug                                                                        | All:J. Nagelsmann Cap:İ. Gündoğan                                       |
| 29-6-2024                                                               | Dortmund                                                                | Germania                                                                | 2 – 0                                                                   | Danimarca                                                               | Euro 2024 - Ottavi                                                      | Kai Havertz Jamal Musiala                                                              | All:J. Nagelsmann Cap:İ. Gündoğan                                       |
| 5-7-2024                                                                | Stoccarda                                                               | Spagna                                                                  | 2 – 1 dts                                                               | Germania                                                                | Euro 2024 - Quarti                                                      | Florian Wirtz                                                                          | All:J. Nagelsmann Cap:İ. Gündoğan                                       |
| 7-9-2024                                                                | Düsseldorf                                                              | Germania                                                                | 5 – 0                                                                   | Ungheria                                                                | Nations League - 1º Turno                                               | Niclas Füllkrug Jamal Musiala Florian Wirtz Aleksandar Pavlović Kai Havertz            | All:J. Nagelsmann Cap:J. Kimmich                                        |
| 10-9-2024                                                               | Amsterdam                                                               | Paesi Bassi                                                             | 2 – 2                                                                   | Germania                                                                | Nations League - 1º Turno                                               | Deniz Undav Joshua Kimmich                                                             | All:J. Nagelsmann Cap:J. Kimmich                                        |
| 11-10-2024                                                              | Zenica                                                                  | Bosnia ed Erzegovina                                                    | 1 – 2                                                                   | Germania                                                                | Nations League - 1º Turno                                               | 2 Deniz Undav                                                                          | All:J. Nagelsmann Cap:J. Kimmich                                        |
| 14-10-2024                                                              | Monaco di Baviera                                                       | Germania                                                                | 1 – 0                                                                   | Paesi Bassi                                                             | Nations League - 1º Turno                                               | Jamie Leweling                                                                         | All:J. Nagelsmann Cap:J. Kimmich                                        |
| 16-11-2024                                                              | Friburgo in Brisgovia                                                   | Germania                                                                | 7 – 0                                                                   | Bosnia ed Erzegovina                                                    | Nations League - 1º Turno                                               | Jamal Musiala 2 Tim Kleindienst Kai Havertz 2 Florian Wirtz Leroy Sané                 | All:J. Nagelsmann Cap:J. Kimmich                                        |
| 19-11-2024                                                              | Budapest                                                                | Ungheria                                                                | 1 – 1                                                                   | Germania                                                                | Nations League - 1º Turno                                               | Felix Nmecha                                                                           | All:J. Nagelsmann Cap:J. Kimmich                                        |
| 20-3-2025                                                               | Milano                                                                  | Italia                                                                  | 1 – 2                                                                   | Germania                                                                | Nations League - Quarto di finale                                       | Tim Kleindienst Leon Goretzka                                                          | All:J. Nagelsmann Cap:J. Kimmich                                        |
| 23-3-2025                                                               | Dortmund                                                                | Germania                                                                | 3 – 3                                                                   | Italia                                                                  | Nations League - Quarto di finale                                       | Joshua Kimmich Jamal Musiala Tim Kleindienst                                           | All:J. Nagelsmann Cap:J. Kimmich                                        |
| 4-6-2025                                                                | Monaco di Baviera                                                       | Germania                                                                | 1 – 2                                                                   | Portogallo                                                              | Nations League - Semifinale                                             | Florian Wirtz                                                                          | All:J. Nagelsmann Cap:J. Kimmich                                        |
| 8-6-2025                                                                | Stoccarda                                                               | Germania                                                                | 0 – 2                                                                   | Francia                                                                 | Nations League - Finale 3º terzo                                        | -                                                                                      | All:J. Nagelsmann Cap:J. Kimmich                                        |
| 4-9-2025                                                                | Bratislava                                                              | Slovacchia                                                              | –                                                                       | Germania                                                                | Qual. Mondiali 2026                                                     |                                                                                        | All:J. Nagelsmann Cap:                                                  |
| 7-9-2025                                                                | Colonia                                                                 | Germania                                                                | –                                                                       | Irlanda del Nord                                                        | Qual. Mondiali 2026                                                     |                                                                                        | All:J. Nagelsmann Cap:                                                  |
| 10-10-2025                                                              | Sinsheim                                                                | Germania                                                                | –                                                                       | Lussemburgo                                                             | Qual. Mondiali 2026                                                     |                                                                                        | All:J. Nagelsmann Cap:                                                  |
| 13-10-2025                                                              | Belfast                                                                 | Irlanda del Nord                                                        | –                                                                       | Germania                                                                | Qual. Mondiali 2026                                                     |                                                                                        | All:J. Nagelsmann Cap:                                                  |
| 14-11-2025                                                              | Lussemburgo                                                             | Lussemburgo                                                             | –                                                                       | Germania                                                                | Qual. Mondiali 2026                                                     |                                                                                        | All:J. Nagelsmann Cap:                                                  |
| 17-11-2025                                                              | Lipsia                                                                  | Germania                                                                | –                                                                       | Slovacchia                                                              | Qual. Mondiali 2026                                                     |                                                                                        | All:J. Nagelsmann Cap:                                                  |
| Totale                                                                  |                                                                         | Presenze                                                                | 58                                                                      |                                                                         | Reti                                                                    | 129                                                                                    |                                                                         |